# Shooting Stars Competition
Le Shooting Stars Competition est un concours se déroulant le samedi lors du NBA All-Star Week-end. Il se dispute avec un joueur NBA et une joueuse WNBA en activité et un joueur NBA en retraite dans une compétition de tirs. Cette compétition est chronométrée, avec quatre tirs dans des positions différentes et dans un ordre prédéfini. Le premier tir se fait à 3 mètres sur le côté droit, le deuxième sur la ligne à trois-points NBA, le troisième à gauche le long de la ligne à trois-points NBA et le quatrième du milieu du terrain. Deux minutes sont accordées pour inscrire chaque tir. Les deux meilleurs temps sont qualifiés pour la finale.

## Vainqueur du Shooting Stars Competition
- 2015 : Team Chris Bosh : Chris Bosh, Dominique Wilkins, Swin Cash
- 2014 : Team Chris Bosh : Chris Bosh, Dominique Wilkins, Swin Cash
- 2013 : Team Chris Bosh : Chris Bosh, Dominique Wilkins, Swin Cash
- 2012 : New York : Landry Fields, Allan Houston, Cappie Pondexter
- 2011 : Atlanta : Al Horford, Steve Smith, Coco Miller
- 2010 : Texas (Dallas), (Houston), (San Antonio) : Dirk Nowitzki, Becky Hammon, Kenny Smith
- 2009 : Détroit : Arron Afflalo, Katie Smith, Bill Laimbeer
- 2008 : San Antonio : Tim Duncan, Becky Hammon, David Robinson
- 2007 : Detroit: Chauncey Billups, Swin Cash, Bill Laimbeer
- 2006 : San Antonio: Tony Parker, Kendra Wecker, Steve Kerr
- 2005 : Phoenix: Shawn Marion, Diana Taurasi, Dan Majerle
- 2004 : Los Angeles: Derek Fisher, Lisa Leslie, Magic Johnson

## Participants
- 2010 : 2. Los Angeles (Pau Gasol, Marie Ferdinand-Harris, Brent Barry) ; 3. Sacramento (Tyreke Evans, Nicole Powell, Chris Webber) ; 4. Atlanta (Joe Johnson, Angel McCoughtry, Steve Smith)
- 2009 : 2. Phoenix (Leandro Barbosa, Tangela Smith, Dan Majerle) ; 3. San Antonio (Tim Duncan, Becky Hammon, David Robinson) ; 4. Los Angeles (Lakers) (Derek Fisher, Lisa Leslie, Michael Cooper)
- 2008 : 2. Chicago (Chris Duhon, Candice Dupree, B. J. Armstrong) ; 3. Phoenix (Amare Stoudemire, Cappie Pondexter, Eddie Johnson; 4. Detroit (Chauncey Billups, Swin Cash, Bill Laimbeer)
- 2007 : 2. Chicago (Ben Gordon, Candice Dupree, Scottie Pippen) ; 3. San Antonio (Tony Parker, Kendra Wecker, George Gervin) ; 4. Los Angeles (Lakers) (Smush Parker, Temeka Johnson, Michael Cooper)
- 2006 : 2. Los Angeles (Lakers) (Kobe Bryant, Lisa Leslie, Magic Johnson) ; 3. Houston (Tracy McGrady, Sheryl Swoopes, Clyde Drexler) ; 4. Phoenix (Shawn Marion, Kelly Miller, Dan Majerle)
- 2005 : 2. Denver (Andre Miller, Becky Hammon, Alex English) ; 3. Detroit (Ronald Dupree, Swin Cash, Adrian Dantley) ; 4. Los Angeles (Lakers) (Luke Walton, Lisa Leslie, Magic Johnson)
- 2004 : 2. San Antonio (Emanuel Ginobili, Jennifer Azzi, Steve Kerr) ; 3. Los Angeles (Clippers) (Marko Jaric, Nikki Teasley, Terry Cummings) ; 4. Detroit (Chauncey Billups, Cheryl Ford, John Salley)

## Plus grand nombre de participations
| Nombre | Ville                  |
| ------ | ---------------------- |
| 5      | San Antonio            |
| 6      | Los Angeles (Lakers)   |
| 5      | Detroit                |
| 4      | Phoenix                |
| 2      | Chicago                |
| 2      | Dallas                 |
| 1      | Atlanta                |
| 1      | Dallas                 |
| 1      | Denver                 |
| 1      | Los Angeles (Clippers) |
| 1      | Sacramento             |
| 1      | Texas                  |

## Plus grand nombre de titres
| Nombre | Ville                             |
| ------ | --------------------------------- |
| 3      | San Antonio (1 en tant que Texas) |
| 3      | Team Chris Bosh                   |
| 2      | Detroit                           |
| 1      | Dallas (1 en tant que Texas)      |
| 1      | Houston (1 en tant que Texas)     |
| 1      | Los Angeles (Lakers)              |
| 1      | Phoenix                           |